# Vetenskapsåret 1781

## Händelser

### Astronomi
- 20 mars - Pierre Méchain upptäcker dvärggalaxen NGC 5195.
- Okänt datum - William Herschel upptäcker Uranus [1].
- Okänt datum - Charles Messier publicerar den slutgiltiga versionen av Messiers katalog.

### Biologi
- Okänt datum -  Felix Fontana använder ett mikroskop för att beskriva axonen hos en hjärncell.

### Kemi
- Okänt datum - Carl Wilhelm Scheele fastslår att en ny syra kan utvinnas ur mineralet Scheelit, vilket leder till upptäckten av volfram 1783.

## Pristagare
- Copley-medaljen: William Herschel, tysk-brittisk astronom.

## Födda
- 30 januari - Adelbert von Chamisso (död 1838), tysk poet, botaniker.
- 17 februari - René Laënnec (död 1826), fransk läkare, uppfinnare av stetoskopet.
- 9 juni - George Stephenson (död 1848), brittisk järnvägsingenjör.
- 21 juni - Simeon Poisson (död 1840), fransk matematiker.
- 6 juli - Thomas Stamford Raffles (död 1826), brittisk upptäcktsresande, grundare av Singapore, grundare av Zoological Society of London.
- 5 oktober - Bernhard Bolzano (död 1848), tysk-österrikisk matematiker.
- 11 december - David Brewster (död 1868), skotsk fysiker.

## Avlidna
- 12 januari – Christen Hee, dansk matematiker.
- 27 maj – Giambatista Beccaria, italiensk fysiker.

### Fotnoter
1. ↑  Så funkar universum, James Muirden